# Ventilación (arquitectura)

La ventilación es una estrategia bioclimática que acompaña a la arquitectura desde todos los tiempos. Ventilar es renovar o mover el aire de un lugar a otro, mediante la extracción o inyección de aire. Es un factor muy importante en el diseño arquitectónico ya que, garantiza condiciones de vida más favorables para el hombre y sus futuras generaciones. Los beneficios de la ventilación son:
- Asegurar la calidad del aire interior.[1]
- Asegurar la salubridad del aire, tanto el control de la humedad, concentraciones de gases o partículas en suspensión.
- Colaborar en el acondicionamiento térmico del edificio.
- Luchar contra los humos en caso de incendio.
- Disminuir las concentraciones de gases o partículas a niveles adecuados para el funcionamiento de maquinaria o instalaciones.
- Proteger determinadas áreas de patógenos que puedan penetrar vía aire.
- Se realiza mediante el estudio de las características arquitectónicas, uso y necesidades de cada área.

## Confort
Podemos definir al confort como aquel estado “mental” en el cual la persona expresa satisfacción o bienestar psicofisiológico ante el medio ambiente que la rodea.

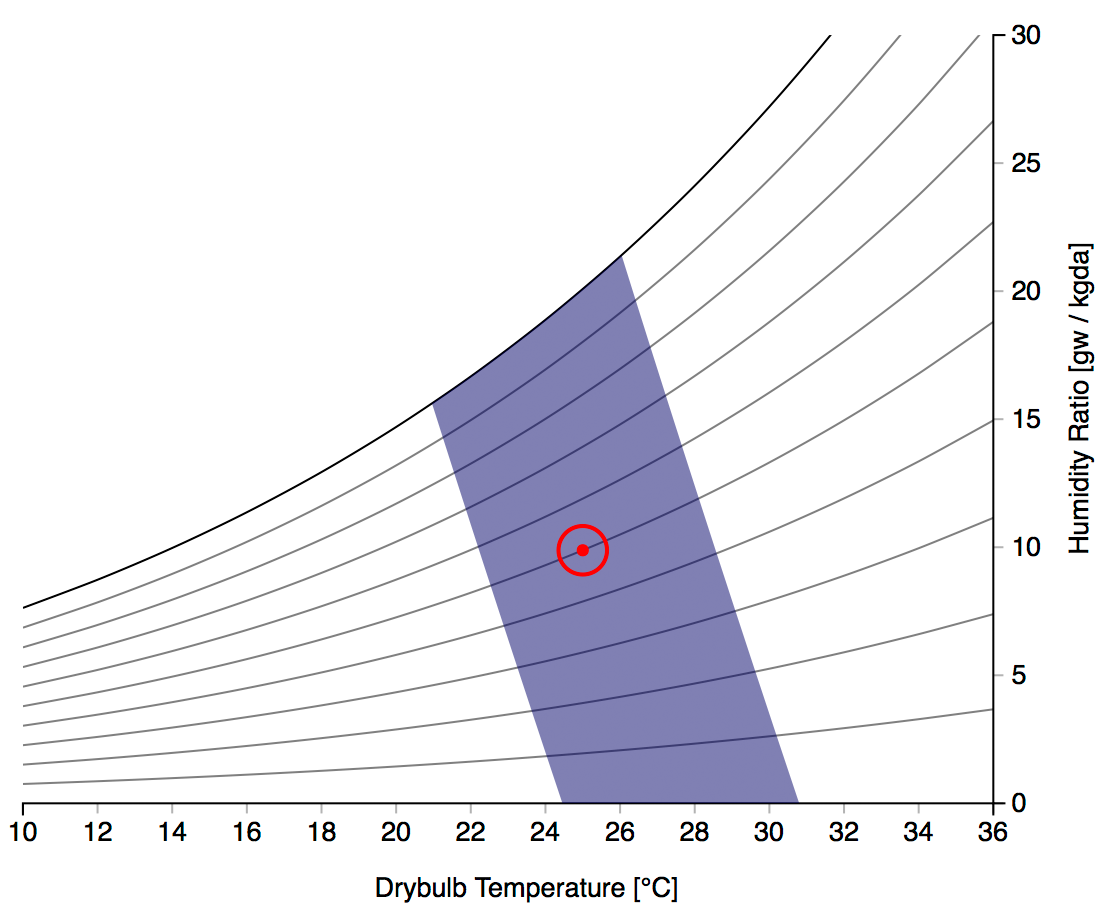
Confort Higrotérmico.

El confort es el parámetro más importante dentro del diseño arquitectónico bioclimático. Lograr bienestar físico y psicológico es el objetivo primordial al diseñar y construir cualquier espacio. Cuando no se cuenta con las condiciones higrotérmicas, acústicas y lumínicas necesarias, la eficiencia y productividad de los sujetos, se reduce considerablemente.
La falta de confort puede ocasionar graves trastornos físicos y psicológicos. Es un informe de 1984 realizado por la Organización Mundial de la Salud (OMS) señala que más del 70% de las enfermedades del aparato respiratorio se deben a los diseños inadecuados de las edificaciones. Este informe señala a los arquitectos como responsables directos de la salud de los usuarios de sus construcciones al no diseñar correctamente las instalaciones destinadas a la ventilación, por ejemplo. La arquitectura debe responder armónica e integralmente a las exigencias de su entorno.

## Tipos de ventilación

### Ventilación Natural

Efecto Venturi.

La ventilación natural es aquella que se obtiene mediante técnicas naturales, sin usar ningún dispositivo mecánico. Algunas de estas técnicas son el aprovechamiento de las diferencias de temperatura entre dos puntos (efecto chimenea), las diferencias de presión (efecto Venturi) y la velocidad y presión del viento sobre un hueco.

### Ventilación Forzada

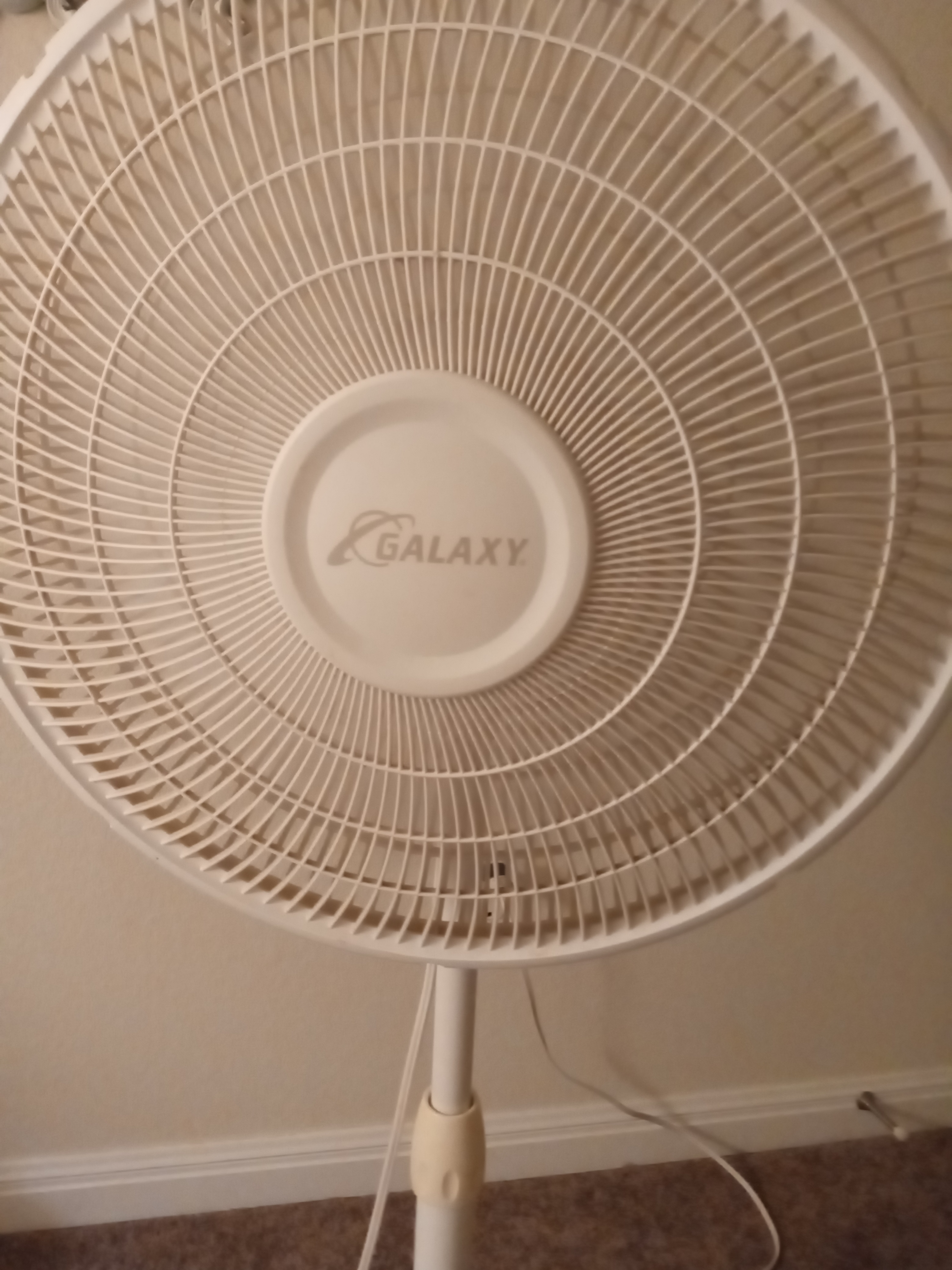
Ventilador. Ventilación mecánica forzada.

La ventilación forzada es la que se realiza mediante la creación artificial, por medios mecánicos (extractores, ventiladores, unidades manejadoras de aire u otros elementos accionados), de depresiones o sobrepresiones en conductos de distribución de aire o áreas del edificio.

### Ventilación Cruzada
La ventilación cruzada es aquella en la que el aire cruza del extremo más lejano hasta el opuesto del recinto por ventilar, llevándose o barriendo a su paso todas las partículas contaminantes. Estos sistemas generalmente se pueden aplicar en invernaderos, bodegas, fábricas, etcétera; en sí, en donde se desee que todo el aire contaminado sea extraído con efectividad. Es muy importante considerar lugares donde se esté generando aire contaminado al aplicar la ventilación cruzada para que los contaminantes queden del lado cercano al de la extracción; de esta forma, logramos sacar los contaminantes de inmediato, en lugar de transportarlos de un lado al otro del recinto.

### Ventilación Semicruzada
En la ventilación semicruzada, se busca una trayectoria un poco más corta por la cual pueda crearse un barrido de aire y llevarse a su paso el aire contaminado, sacándolo lo más pronto posible. Generalmente, para este tipo de ventilación, los extractores se colocan a todo lo largo de la cumbrera de un techo de dos aguas. Con esto se logra barrer todos los contaminantes hacia el centro de la nave industrial y sacarlos de una forma más efectiva. Ésta es una forma efectiva de extraer calor, olores o contaminantes que se estén generando en muchos lugares del recinto. Es muy importante no causar un cortocircuito de aire. Este tipo de errores se provocan cuando se coloca la extracción muy cerca de la inyección de aire; por lo tanto, el aire inyectado está siendo extraído de inmediato, logrando una baja eficiencia en la renovación de aire.

### Ventilación Selectiva
La ventilación selectiva es una estrategia de diseño bioclimático de edificios propuesta por Givoni, cuando el contenido de humedad del aire es bajo y de aplicarse estrategias como la ventilación cruzada el edificio tendría incomodidad higrotérmica. Esto debido a que una corriente de aire con bajo contenido de humedad sobre la piel produce su desecación con la consiguiente incomodidad. En estos casos la ventilación selectiva se aprovecha de la diferencia de entalpía entre el aire diurno y nocturno favoreciendo el refrescamiento de los espacios interiores de los edificios. Esto implica que durante el día la ventilación de los locales será mínima y deberán ser umbríos (sombreados) reduciendo todo lo posible la incidencia de la radiación solar directa y difusa. Realizando esto, se pueden mantener los locales frescos.

### Ventilación por Infiltración
La ventilación por infiltración es aquella en la que la entrada del aire desde afuera se produce por fenómenos que no están siendo controlados pero que no son tomados como la ventilación propiamente dicha. Hablamos de, por ejemplo, las rejillas de las paredes o las rendijas de puertas y ventanas.

### Ventilación por Depresión

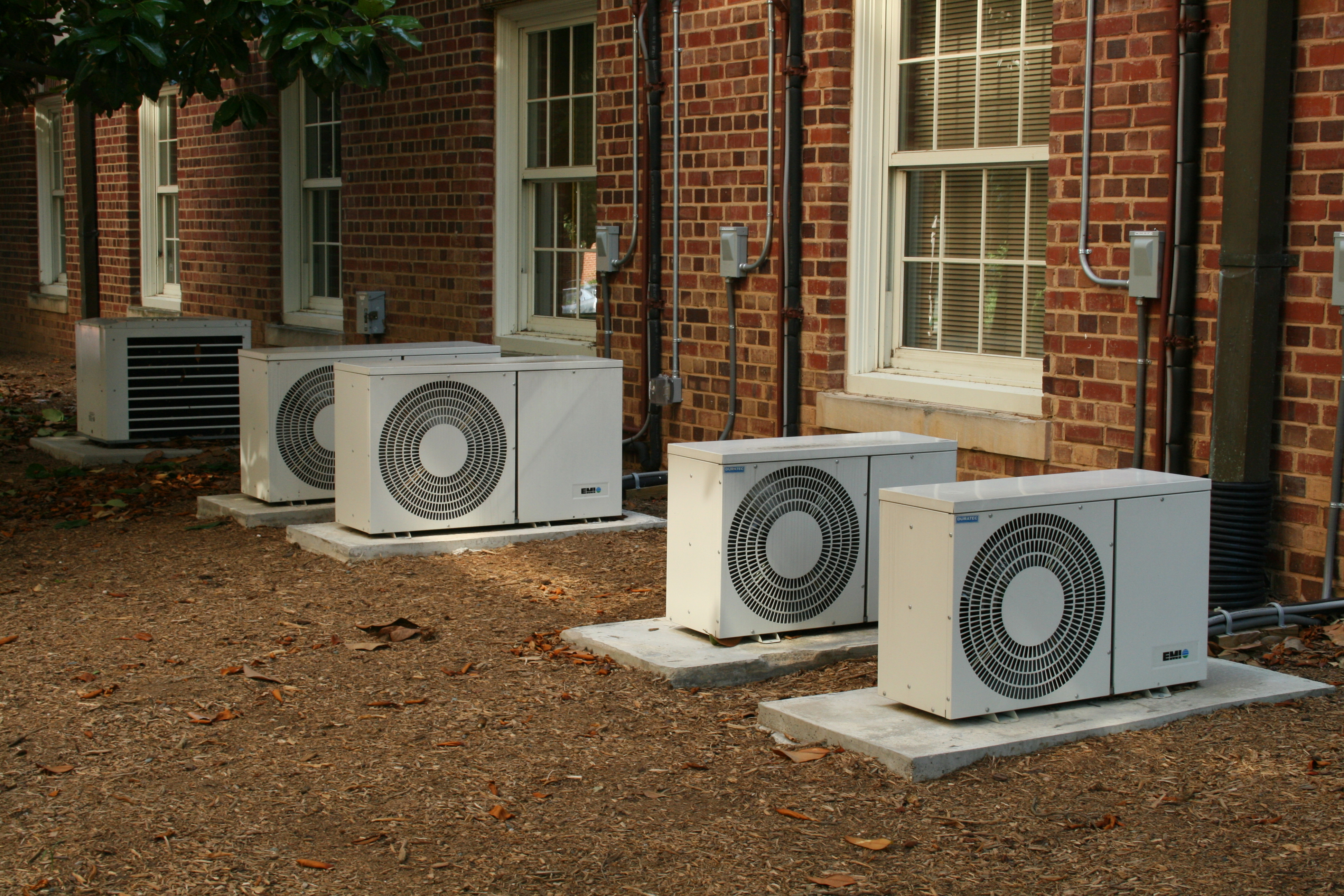
Aires acondicionados. Ventilación por depresión mecánica forzada.

La ventilación por depresión es aquella en la que el aire se renueva por medio de la utilización de aparatos colocados para tal fin, como ocurre con los aires acondicionados en los que se extrae el aire caliente y se remplaza por aire frío. En este tipo de sistema, se crea una diferencia en la presión de la atmósfera lo que provoca que el aire del interior se expulse y se reemplace por aire fresco del exterior.

### Ventilación por Capas
En la ventilación por capas, se considera la porción del recinto donde están las personas, los animales, procesos o elementos por ventilar. Este concepto se aplica en el momento en el que se calcula la altura del recinto y reduce considerablemente el volumen de aire requerido; en consecuencia, produce ahorro en equipos de ventilación, obteniendo resultados iguales. Generalmente, se puede aplicar en naves industriales donde la altura supera los 4.5 metros. Esto quiere decir que se puede ajustar a casi cualquier caso, ya que la altura promedio norma de las naves industriales es de 6 a 7 metros; por tanto, en algunos sistemas de ventilación es muy recomendable sólo realizar los cálculos en la capa donde se encuentra la gente. Un ejemplo de esto: si se tiene una nave industrial de 14 metros de altura y la gente radica únicamente en los primeros 2 metros de altura, podemos sumarle un par de metros para asegurar un buen resultado de ventilación y evitar la necesidad de hacer un proyecto con una altura de 14 metros, lo cual prácticamente resultaría en una cantidad excesiva de equipos de ventilación y elevaría los costos más de 200 por ciento.

### Ventilación General y Ambiental
La ventilación general y ambiental consiste en ventilar toda un área por medio de un sistema de extracción e inyección de aire. En la parte central de ambos sistemas, se crea una corriente o barrido de aire. Este tipo de ventilación se realiza utilizando el volumen del recinto y multiplicándolo por un número específico de cambios de aire por hora. En los sistemas de ventilación general, se emplean cambios de aire por hora para determinar el caudal final que se requiere extraer y suministrar de aire.

### Ventilación Localizada y Puntual
En este caso, se está ventilando un área muy específica. Algunos de los ejemplos más comunes son:
• Campanas industriales: generalmente, pueden estar sobre proceso de galvanizado donde se emanan diferentes tipos de vapores altamente tóxicos. En la industria existen muchos procesos durante los cuales se emanan vapores, humos, gases, olores y neblinas que tienen que ser capturados con estos equipos.
• Campanas de cocina: están ubicadas en todas partes, cocinas económicas, restaurantes, residencias, comedores industriales, etcétera. Su funcionamiento se basa en capturar vapores, olores y neblinas de grasa que son emanadas al momento de cocinar, logrando que el recinto esté libre de todos estos contaminantes, así como el área de comensales.
• Captaciones de flujo laminar horizontal: comúnmente, manejadas en lugares donde la extracción vertical no se puede realizar o las partículas de polvo son más pesadas y es más fácil succionarlas de forma horizontal, como en los procesos de pulido, esmerilado, lijado, polvos densos y más. La industria metalmecánica, entre muchas, es uno de los sitios que con mayor frecuencia las manejan por sus necesidades de captación.
• Captaciones de aire contaminado: diseñadas con base en cada situación en particular. Pueden ser de formas muy variadas; entre ellas, se tienen boquillas de aspirado, flautas de succión, medias lunas, etcétera. Cada una puede ser utilizada en casos específicos de emanación de contaminantes; posteriormente, son todas conectadas al sistema troncal de extracción de aire por donde pasa el contaminante por un banco de filtros, ciclones y scrubbers, logrando una purificación adecuada del aire.
• Cabinas secas o húmedas de extracción de aire: pueden ser para varios tipos de contaminantes que se emanan en diferentes procesos, como barnizado, pintado, mezcla de ácidos, emanación de gases tóxicos, etcétera. Se puede obtener el caudal total requerido, multiplicando la sección a través de la cual no se quiere que cruce el contaminante por la velocidad de aire requerida para la captación del contaminante. En las cabinas de extracción o purificación de aire, se calcula el caudal requerido por medio de una velocidad de captación adecuada, la cual arrastrará la partícula contaminada hasta el punto de filtración o purificación, y posteriormente al exterior.

## Ventilación Industrial
La industria moderna en la actualidad, con la complejidad en sus procesos y operaciones, utiliza una gran variedad de compuestos químicos y substancias que en mayoría son altamente tóxicas para la salud de sus operarios. El uso de estos materiales  tiene como resultado la generación de gases, vapores, humos y polvos en concentraciones que exceden los niveles de seguridad impuestos por organismos nacionales e internacionales.
Asimismo en algunos procesos industriales se generan altas concentraciones de calor. Las áreas de trabajo son invadidas ocasionando estrés en sus empleados. Un ambiente inseguro y una atmósfera de trabajo poco confortable son sus resultados. Una ventilación efectiva es una de las soluciones a estos problemas donde la protección de los empleados es NECESARIA. Además de que la ventilación también servirá para controlar los olores, la humedad, y otras condiciones ambientales indeseables.
La exposición de sus empleados 40 horas a la semana o más a este tipo de ambientes tóxicos y nocivos para la salud puede ocasionar efectos adversos y dañinos a sus empleados. En la actualidad se cuenta con una gran variedad de fabricantes  que se dedican a suministrar todos éstos equipos, que nos permitirán basándose en un diseño de ingeniería adecuado, independientemente de la ubicación geográfica donde nos encontremos, suministrar el sistema más adecuado para cada caso en particular teniendo un control adecuado de las variables involucradas como son: temperatura, humedad, velocidad, presión, flujo, etc. del aire, que nos permitan un ambiente de confort y salud adecuados para el buen desempeño de sus empleados. En suma, una calidad del aire adecuada a los estándares de las normas nacionales e internacionales.